# Mādhogarh (ort i Indien, Madhya Pradesh)
Mādhogarh är en ort i Indien.   Den ligger i distriktet Satna och delstaten Madhya Pradesh, i den centrala delen av landet, 600 km sydost om huvudstaden New Delhi. Mādhogarh ligger 302 meter över havet och antalet invånare är 5 051.
Terrängen runt Mādhogarh är platt åt nordväst, men åt sydost är den kuperad. Terrängen runt Mādhogarh sluttar norrut. Runt Mādhogarh är det ganska tätbefolkat, med 214 invånare per kvadratkilometer. Närmaste större samhälle är Satna, 8,6 km väster om Mādhogarh. Trakten runt Mādhogarh består till största delen av jordbruksmark.